# Concatedral de la Natividad de la Virgen María (Żywiec)
La Concatedral de la Natividad de la Virgen María o simplemente Catedral de Żywiec (en polaco: Konkatedra Narodzenia Najświętszej Maryi Panny) Es el principal edificio religioso católico en la ciudad de Żywiec, Polonia, y la concatedral de la diócesis de Bielsko-Żywiec.
En 1470 la iglesia fue construida en estilo gótico y se convirtió en una parroquia. En el siglo XVI la iglesia se amplió en dos ocasiones con el apoyo de la familia Komorowski, una vez titular de Żywiec. La primera expansión se llevó a cabo entre los años 1515 y 1542, con la extensión de la capilla mayor y la nave. El 9 de octubre de 1547 la iglesia fue consagrada por el obispo de Cracovia con el título de la "Natividad de la Virgen María y San Lorenzo Mártir" en honor del promotor de extensión de la iglesia, Lorenzo Komorowski. La expansión posterior fue llevada a cabo en los años 1582-1583 todavía enfocada en la nave, con la adición de una torre cuadrada, del arquitecto italiano Giovanni Ricci.
La iglesia fue elevada a la concatedral de la diócesis de Bielsko-Zywiec, simultáneamente con la erección de la nueva diócesis el 25 de marzo de 1992 con la bula Totus tuus Poloniae populus, del papa Juan Pablo II. 

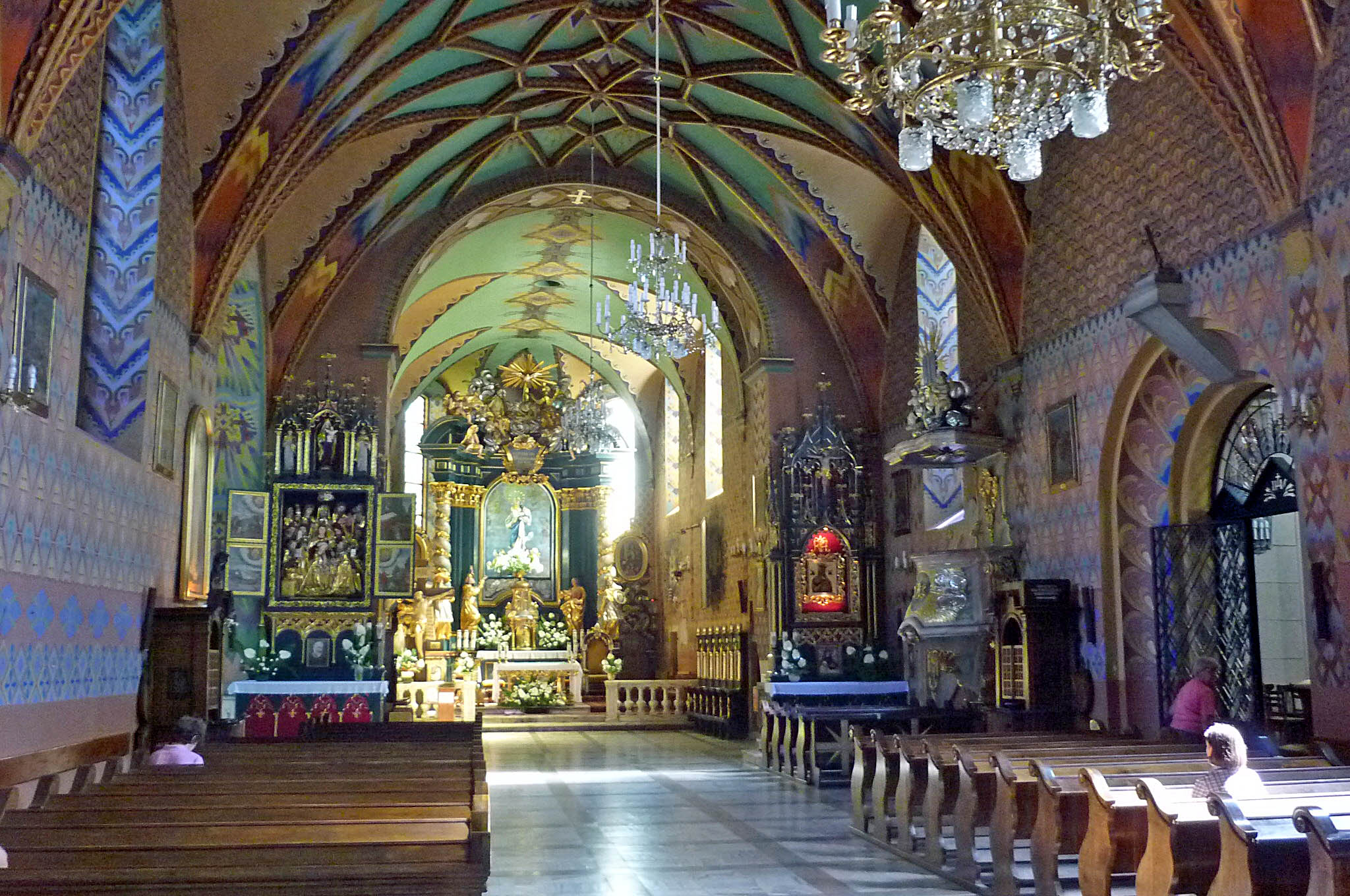
Vista interna